# Эрташ, Дениз
Дениз Эрташ (тур. Deniz Ertaş; род. 20 марта 2005, Измир) — турецкий футболист, вратарь клуба «Коньяспор».

## Клубная карьера
Эрташ — воспитанник клубов «Кушадасыспор», «Алтынорду», Бурсаспор и «Коньяспор». В январе 2022 года подписал первый профессиональный контракт с последними. 4 января 2023 года в матче против «Сивасспора» Дениз впервые попал в заявку клуба в турецкой Суперлиге. В марте Эрташ подписал новое соглашение с «Коньяспором», рассчитанное на три года.
7 января 2024 года в поединке против «Галатасарая» он дебютировал в турецкой Суперлиге.

## Международная карьера
Родился в турецком Измире, отец — турок, мать — молдаванка. Выступал за юношеские и молодёжные сборные Турции до 17, 18 и 19 лет.